# Hanane Bouaggad
Hanane Bouaggad, née le 23 février 1998, est une athlète marocaine.

## Carrière
Hanane Bouaggad est médaillée de bronze par équipe junior aux Championnats d'Afrique de cross-country 2016 à Yaoundé. 
Sociétaire du club français de l'ASV Élite Villejuif, elle termine première de la course des Championnats de France du 10 000 mètres 2019 à Pacé (mais n'est pas sacrée car non Française) et remporte le semi-marathon international d'Agadir la même année.
Elle remporte aussi le bronze par équipe lors des Championnats d'Afrique de cross-country 2024 à Hammamet, cette fois dans la catégorie senior.

## Palmarès
| Date | Compétition                                     | Lieu     | Résultat | Épreuve           | Temps  |
| ---- | ----------------------------------------------- | -------- | -------- | ----------------- | ------ |
| 2016 | Championnats d'Afrique juniors de cross-country | Yaoundé  | 3e       | Cross par équipes | 82 pts |
| 2024 | Championnats d'Afrique de cross-country         | Hammamet | 3e       | Cross par équipes | 50 pts |